# Czyżiwka (obwód czerkaski)
Czyżiwka (ukr. Чижівка) – wieś na Ukrainie, w obwodzie czerkaskim, w rejonie zwinogródzkim, w hromadzie Wodianyky. W 2001 roku liczyła 1029 mieszkańców.
W 1824 roku we wsi urodził się Franciszek Kopernicki.